# Nambubi Fluctus
Il Nambubi Fluctus è una struttura geologica della superficie di Venere.